# Cucullia phila
Cucullia phila là một loài bướm đêm trong họ Noctuidae.